# Enfermedad de pérdida de tejido de coral duro

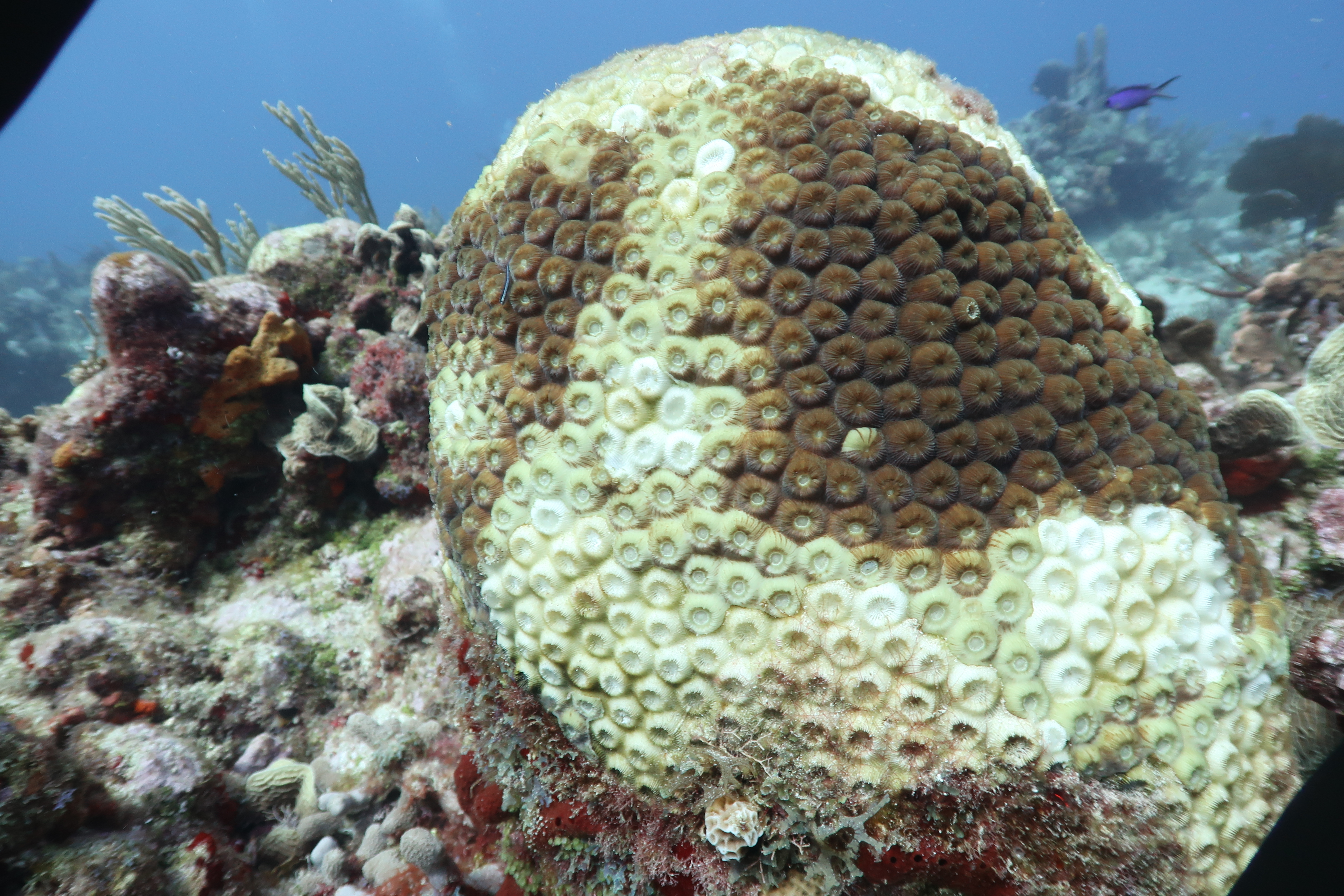
Coral Montastraea cavernosa con enfermedad de pérdida de tejido de coral duro

La enfermedad de pérdida de tejido de coral duro o Stony Coral Tissue Loss Disease (SCTLD) es una enfermedad letal de alta prevalencia que afecta a más de veinte especies de corales escleractinios. Se detectó por primera vez en los arrecifes de Florida en 2014 y para 2018 fue detectada en el Caribe mexicano. Esta enfermedad consiste en la rápida pérdida de tejido, dejando expuesto el esqueleto blanco del coral en solo unas pocas semanas, el cual posteriormente es cubierto por algas o sedimentos. A la fecha no se conoce cuál es el patógeno responsable, pero se sospecha que es una bacteria, aunque estudios más recientes apuntan a que pueden ser virus que atacan directamente al alga simbionte del coral. Hasta el momento es considerada como la enfermedad más contagiosa y letal debido su rápida expansión y prevalencia

## Arrecifes de coral
Los arrecifes de coral son ecosistemas marinos complejos de aguas tropicales poco profundas, están conformados por esqueletos rígidos de carbonato de calcio que se forman debido al crecimiento, deposición y consolidación de los corales formadores de arrecifes y algas coralinas. Este importante ecosistema provee de diversos servicios eco-sistémicos al proporcionar un hábitat para los peces, pues al tener gran concentración de estos se obtiene alimento, así como de materia prima y productos que benefician a la población costera directa o indirectamente.
Debido al cambio climático por actividades antropogénicas, en los últimos 50 años ha disminuido drásticamente la cobertura de los arrecifes de coral, registrando una disminución en la cobertura del coral de un 80% entre 1975 y 2000.

## Historia
En un inicio esta enfermedad fue llamada en México como "Síndrome Blanco", pero actualmente el término correcto es "la enfermedad de pérdida de tejido de coral duro". En septiembre de 2014 fue reportada por primera vez cerca de Miami en las costas de Florida, y en agosto de 2018 la enfermedad ya se había expandido en 388 km2 del tracto arrecifal de Florida. Para el resto del Caribe la enfermedad empezó a ser detectada entre 2018-2019. Algunas de las principales especies afectadas son: Pseudodiploria strigosa, Dendrogyra cylindrus, Meandrina meandrites, Dichocoenia stokesii, Montastraea cavernosa y Eusmilia fastigiata
En México la enfermedad fue detectada en verano de 2018 en los arrecifes de Puerto Morelos por miembros del BarcoLab de la UNAM y por los guardaparques del parque nacional Arrecife de Puerto Morelos. Ese mismo año se realizaron monitoreos a lo largo del Caribe Mexicano para evaluar el estado de las comunidades coralinas, donde se observó que la enfermedad se encontraba en casi todos los arrecifes de la costa, con excepción de Cozumel y Banco Chinchorro. Fue en diciembre de 2018 cuando se detectó por primera vez esta enfermedad en el parque nacional Arrecifes de Cozumel, dentro del cual se expandió rápidamente de norte a sur en menos de seis meses. En la actualidad, Banco Chinchorro es el único sitio donde la enfermedad no ha sido reportada. 
Debido a la rapidez de propagación, no se ha podido identificar un patrón de dispersión de la enfermedad. Pero un estudio realizado en 2021, sugiere que la dispersión de la enfermedad puede ser facilitada por el agua de lastre de los barcos, esto explicaría el porqué la enfermedad cruza las corrientes en la dirección opuesta a la que fluirían. Al reducir la población de corales constructores de arrecife esta enfermedad ha cambiado la ecología de los arrecifes, por lo que se debe tomar acciones para conservar y restaurar las poblaciones para mejorar las condiciones y resiliencia del ecosistema.

## Signos

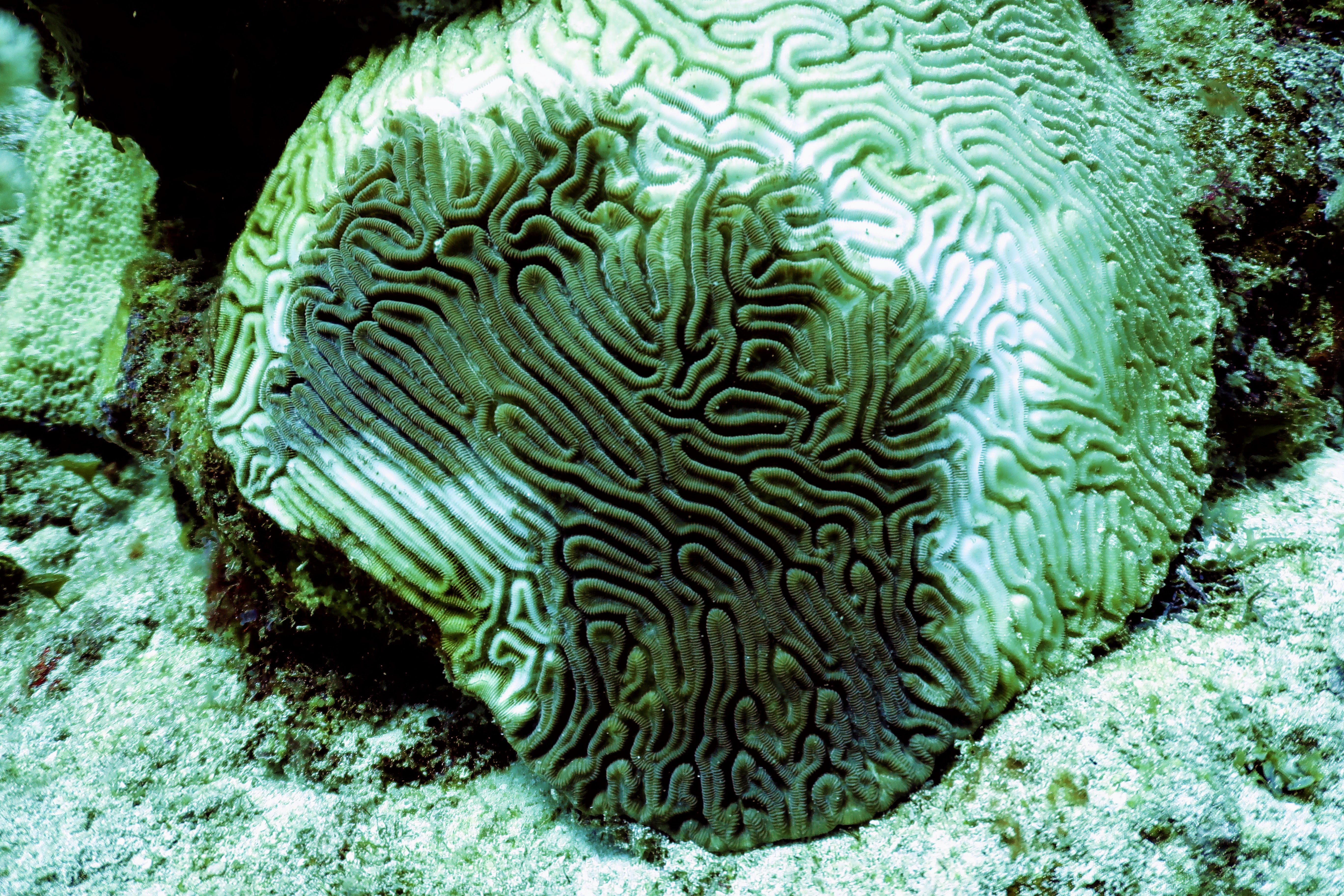
Coral cerebro afectado por la enfermedad de pérdida de tejido de coral duro

Los signos de esta enfermedad pueden variar entre especies, y puede ser difícil distinguirlos de otras enfermedades, en especial de la plaga blanca. Pero en su mayoría se manifiesta como lesiones de pérdida de tejido coralino, las cuales se extienden rápidamente en la colonia coralina llegando a matar colonia de cinco metros de longitud en cuestión de semanas. De igual forma esta enfermedad puede presentarse como una serie de manchas que van creciendo hacia el exterior hasta unirse.